# レッドフォックス (企業)
レッドフォックス株式会社（英: redfox,Inc.）は、東京都港区に本社を置き、スマホで簡単に使える営業活動管理アプリ「cyzen（サイゼン）」の開発・運営を行う日本の企業である。

## 事業
- 営業やメンテナンス、輸送など全ての現場作業をスマートフォンで革新する「cyzen（サイゼン）」を展開している。